# 1975 en combiné nordique
| Années du combiné nordique : 1972 - 1973 - 1974 - 1975 - 1976 - 1977 - 1978    |
| Décennies du combiné nordique : 1940 - 1950 - 1960 - 1970 - 1980 - 1990 - 2000 |

Cette page reprend les résultats de combiné nordique de l'année 1975.

## Festival de ski d'Holmenkollen
L'épreuve de combiné de l'édition 1975 du festival de ski d'Holmenkollen fut remportée par l'Allemand de l'Est Ulrich Wehling
devant le Finlandais Rauno Miettinen. Le Polonais Stanisław Kawulok est troisième.

## Jeux du ski de Lahti
Deux Allemands sont en tête de l'épreuve de combiné des Jeux du ski de Lahti 1975 : elle fut remportée par un coureur est-allemand, Ulrich Wehling, devant l'Allemand de l'Ouest Urban Hettich. Le Norvégien Pål Schjetne, champion national l'année précédente, se classe troisième.

## Jeux du ski de Suède
L'épreuve de combiné des Jeux du ski de Suède 1975 fut remportée par un coureur est-allemand, Ulrich Wehling, devant le Polonais Stefan Hula et le Finlandais Jorma Etelälahti.

## Coupe de la Forêt-noire
La coupe de la Forêt-noire 1975 fut remportée par le vainqueur sortant, le Finlandais Rauno Miettinen.

## Championnat du monde juniors
Le Championnat du monde juniors 1975 a eu lieu à Lieto, en Finlande.
Le Norvégien Tom Sandberg a remporté l'épreuve devant l'Allemand de l'Est Konrad Winkler. Le Soviétique Youri Voronine termine troisième.

## Championnats nationaux

### Championnats d'Allemagne
En Allemagne de l'Est, l'épreuve du championnat d'Allemagne de combiné nordique 1975 fut remportée par Ulrich Wehling. Konrad Winkler se classe deuxième tandis que Claus Tuchscherer est troisième.
Les résultats du championnat d'Allemagne de l'Ouest de combiné nordique 1975 manquent.

### Championnat d'Estonie
Le Championnat d'Estonie 1975 s'est déroulé à .
Il fut remporté par Tiit Tamm, vice-champion sortant, devant le champion sortant, Tiit Talvar. Le troisième est l'ancien Champion national Tõnu Haljand, dont le premier titre remonte à... 1965 !

### Championnat des États-Unis
Comme l'année précédente, le championnat des États-Unis 1975 s'est tenu à Laconia, dans le New Hampshire. Il a été remporté par Mike Devecka (de).

### Championnat de Finlande
Les résultats du championnat de Finlande 1975 manquent.

### Championnat de France
Les résultats du championnat de France 1975 manquent.

### Championnat d'Islande
Le championnat d'Islande 1975 fut remporté par Björn Þór Ólafsson, le champion sortant, qui remportait là son cinquième titre.

### Championnat d'Italie
Le championnat d'Italie 1975 fut remporté par Francesco Giacomelli devant Amedeo Benedetti et Enrico Zangrandi.

### Championnat de Norvège
Le vainqueur du championnat de Norvège 1975 fut Tom Sandberg. Il s'impose devant le vainqueur sortant, Pål Schjetne, tandis que le vice-champion sortant perd une place : Arne Bystøl est troisième.

### Championnat de Pologne
Le champion de Pologne 1975 est le champion sortant, Stanisław Kawulok, du club ROW Rybnik.

### Championnat de Suède
Le champion de Suède 1975 est Håkan Westbergh, du club Anundsjö IF (sv). Il conserve là son titre conquis l'année précédente. Le club champion fut le Umeå-Holmsund SK.

### Championnat de Suisse
Les résultats du Championnat de Suisse 1975 manquent.